# Седилия

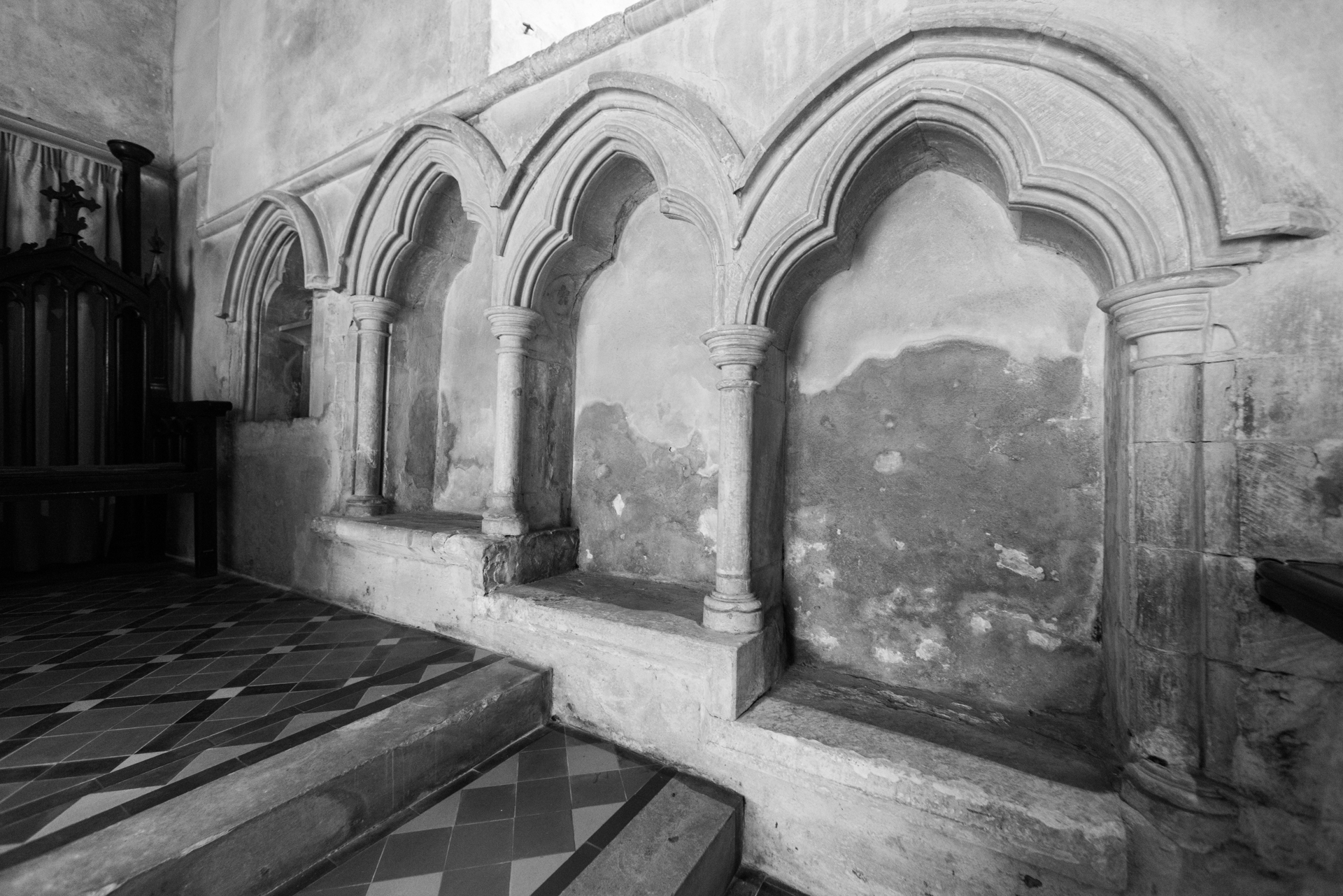
Трёхуровневая седилия в толще стены. Церковь св. Марии в Буритоне (Гэмпшир). Неф ок. 1180, хоры XIII в. Подушки толщиной 4 дюйма делают эти низкие и холодные каменные сиденья комфортными.

Седилии (мн. ч. от лат. sedīle — сиденье) — в западноевропейской церковной архитектуре сиденья для духовенства, которыми пользуются во время мессы священник, диакон и иподиакон, обычно каменные и утопленные в литургически южную стену на хорах (справа от алтаря).
Если место одно, как, например, в церкви святой Марии в Принцес-Рисборо (Кент) или св. Агаты в Коутсе (Зап. Суссекс), используется форма седилия.
Деревянные седилии также встречаются, например, седилия предположительно XV века в церкви св. Николая в Родмерсхеме (Кент).

## История
Седилии в Англии входят в обыкновение в XII—XIII веках. В остальной Европе постоянные утопленные в стену седилии встречаются реже, и там используют скамьи и стулья. Самые ранние английские седилии — простые каменные скамьи, позднейшие — ниши, богато украшенные резными балдахинами, профилировками, колонками, пинаклями и табернаклями. Восточнее седилий часто располагали умывальницы.
Одиночные седилии можно видеть в Толедо, Барселоне, Сарагосе и других испанских церквях, в Англии — в Ленхэме и Бекли. Наиболее ранние известные седилии из катакомб — одноместные, позднее их число увеличивается до трёх, иногда бывает четыре и пять.
Четырёхместные седилии можно видеть в Дареме, Фёрнессе и Оттери, пятиместные — в Саутвелле, Падуе и Эсслингене. Часто седилии расположены на разных уровнях, и священник занимает самую высокую и восточную. Если же седилии расположены на одной высоте, этого установить нельзя. Возможно, что в случае трёх он сидел посередине, как и ныне принято у католиков, но с четырьмя это невозможно. Может быть, наиболее почётным местом считалось восточное. Одна из наиболее важных седилий — это трон шотландского короля, который Эдуард I передал в Вестминстерское аббатство.
Седилия в Ленхэме представляет собой уникальный образец каменного кресла с подлокотниками.
Позднее архитектурная обработка балдахинов над седилиями получает самостоятельное развитие. С XIV века седилии становятся деревянной мебелью наподобие мест для клириков на хорах и мизерикордий, приобретая боковые стенки, заднюю стенку и потолок, но не имеют ни столов, ни собственно складных мизерикордий. Изредка трёхместные седилии бывают более похожи на почётные места или троны и располагаются тогда у западной оконечности алтарной части.

## Использование
Во время некоторых частей мессы, чаще всего Gloria и Credo, священнослужители — священник, диакон и иподиакон — сидят на «левитовых местах». После Второго Ватиканского собора этот «левитский ритуал» мессы стал для католиков «экстраординарной» формой мессы.

## Фотогалерея

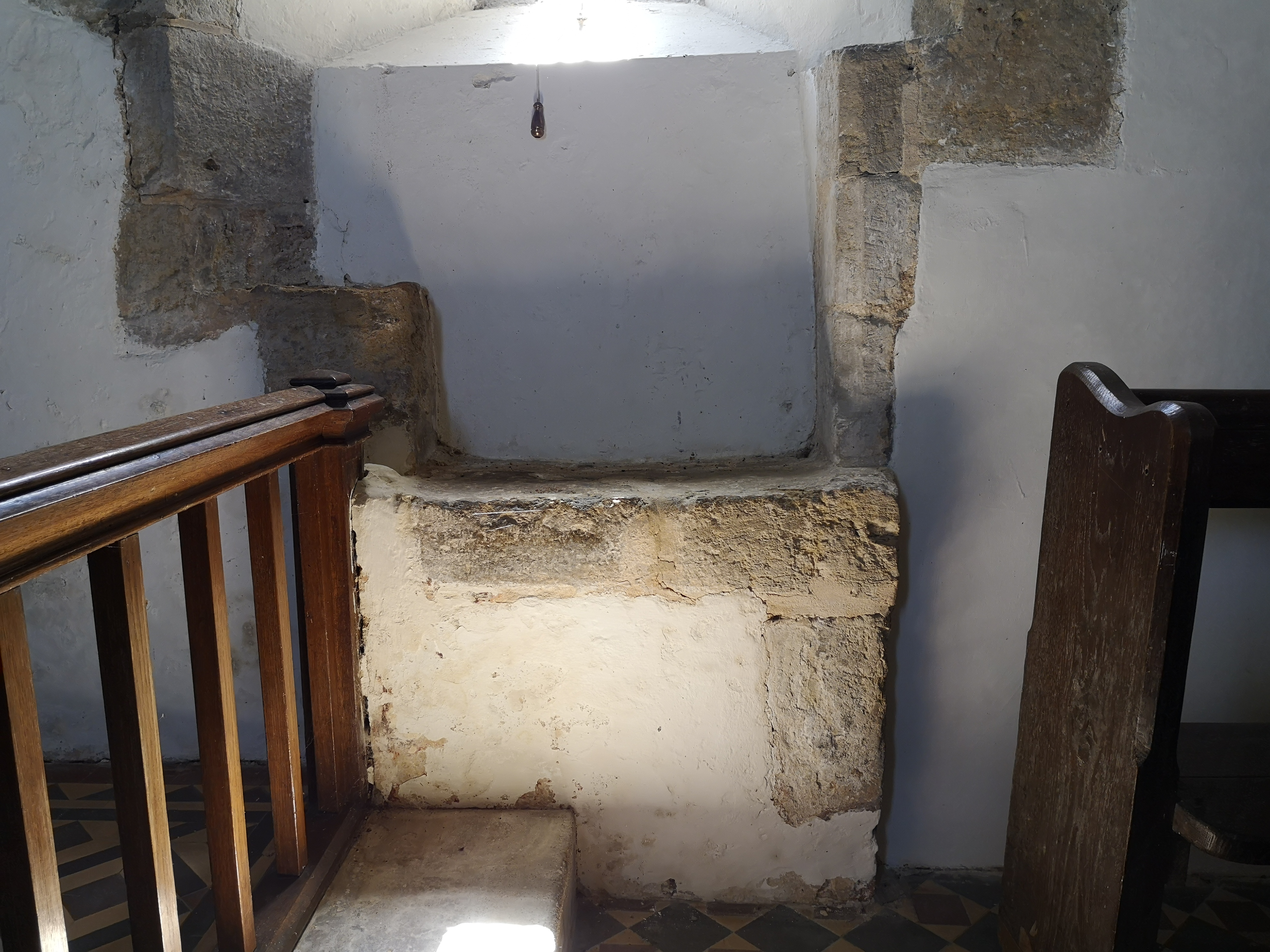
XII в., Коутс, Зап. Суссекс
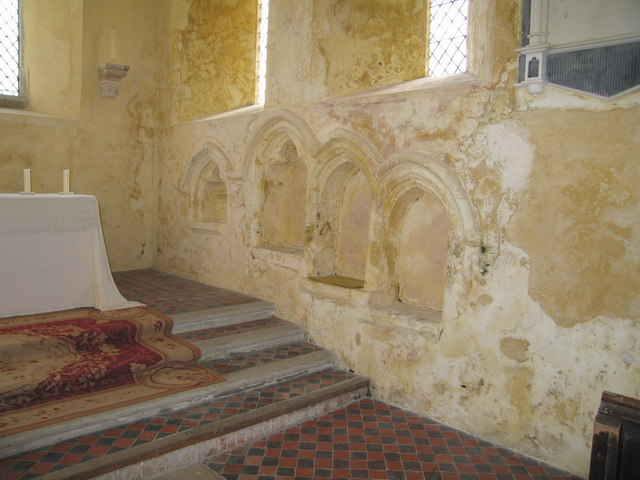
XIII в., ранняя английская готика, церковь св. Марии, Норт-Сток, Зап. Суссекс
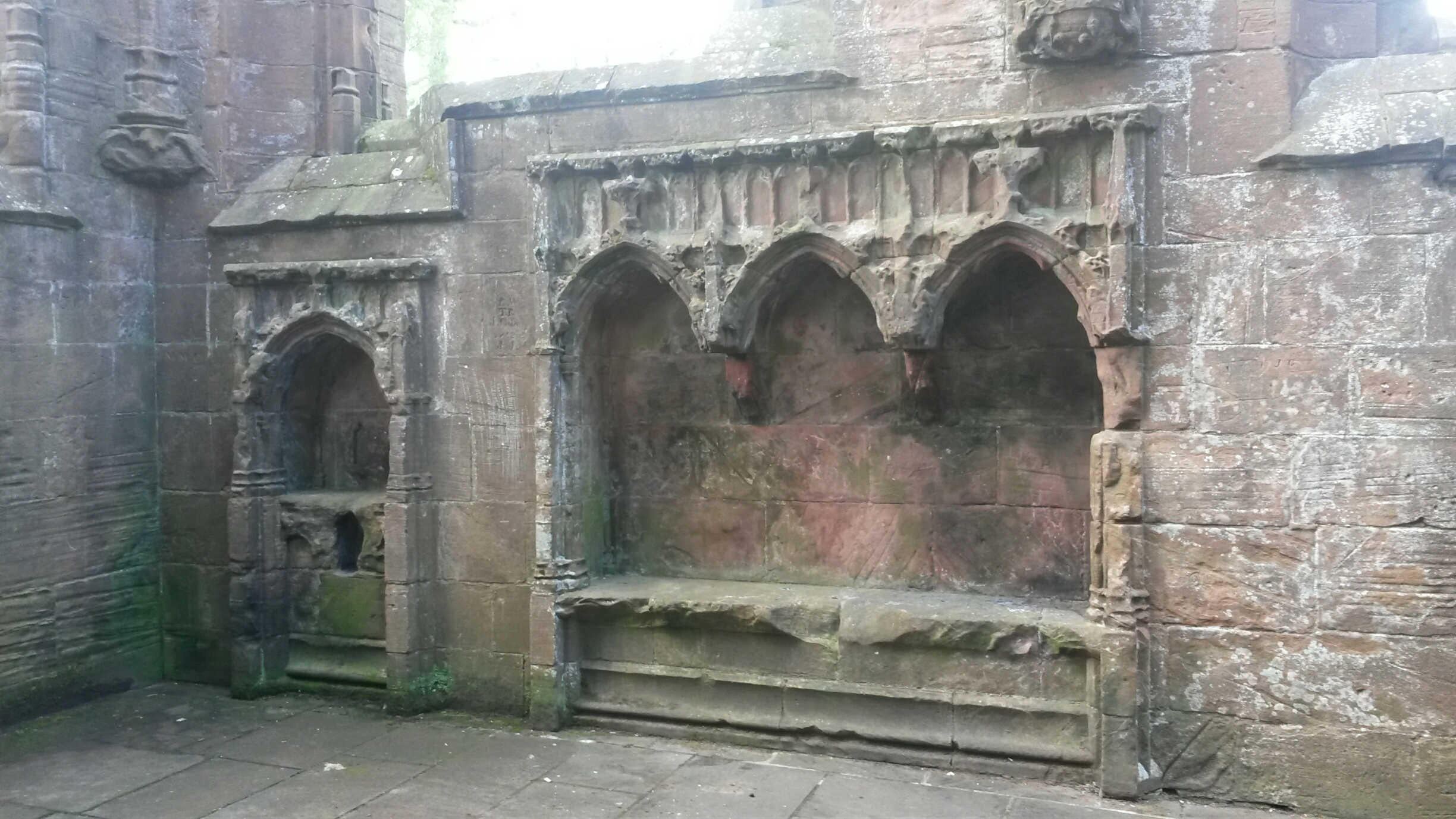
XV в. Линклюденская коллегиальная церковь, Дамфрис-энд-Галловей (Шотландия)
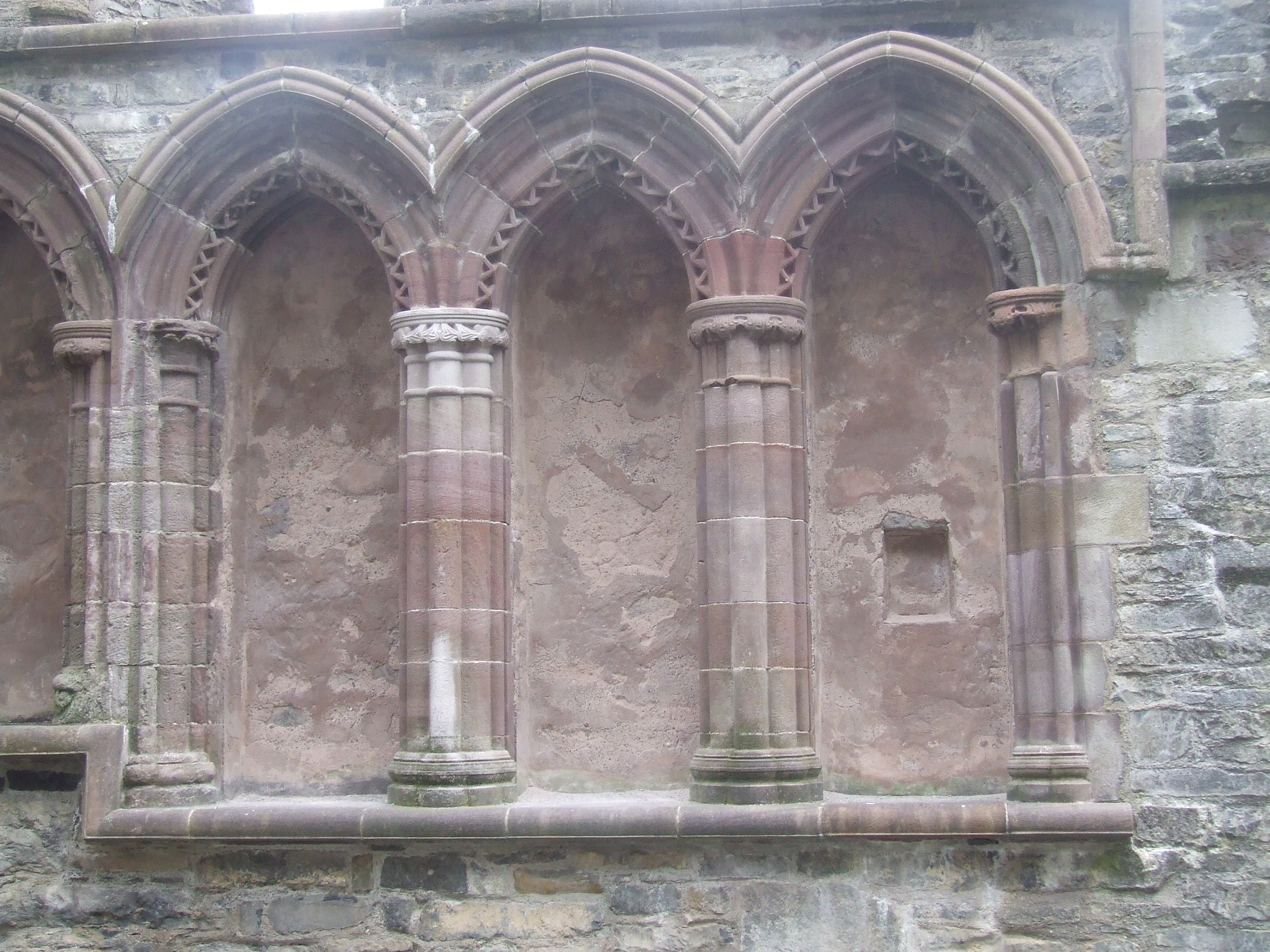
Кафедральный собор Ардферта (Керри, Ирландия)
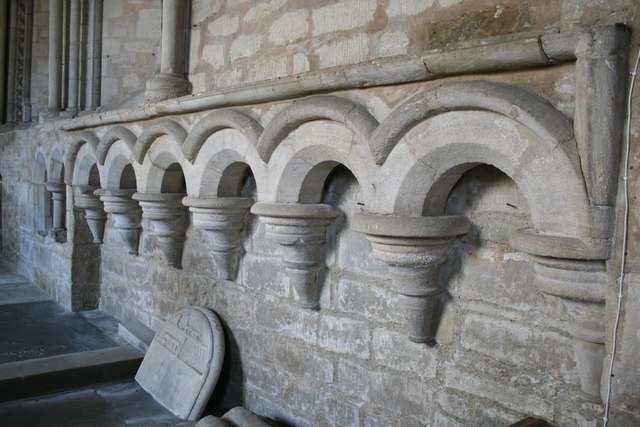
Седилии на шесть мест (ок. 1200). Приорат в дер. Дипинг-сент-Джеймс (Линкольншир)
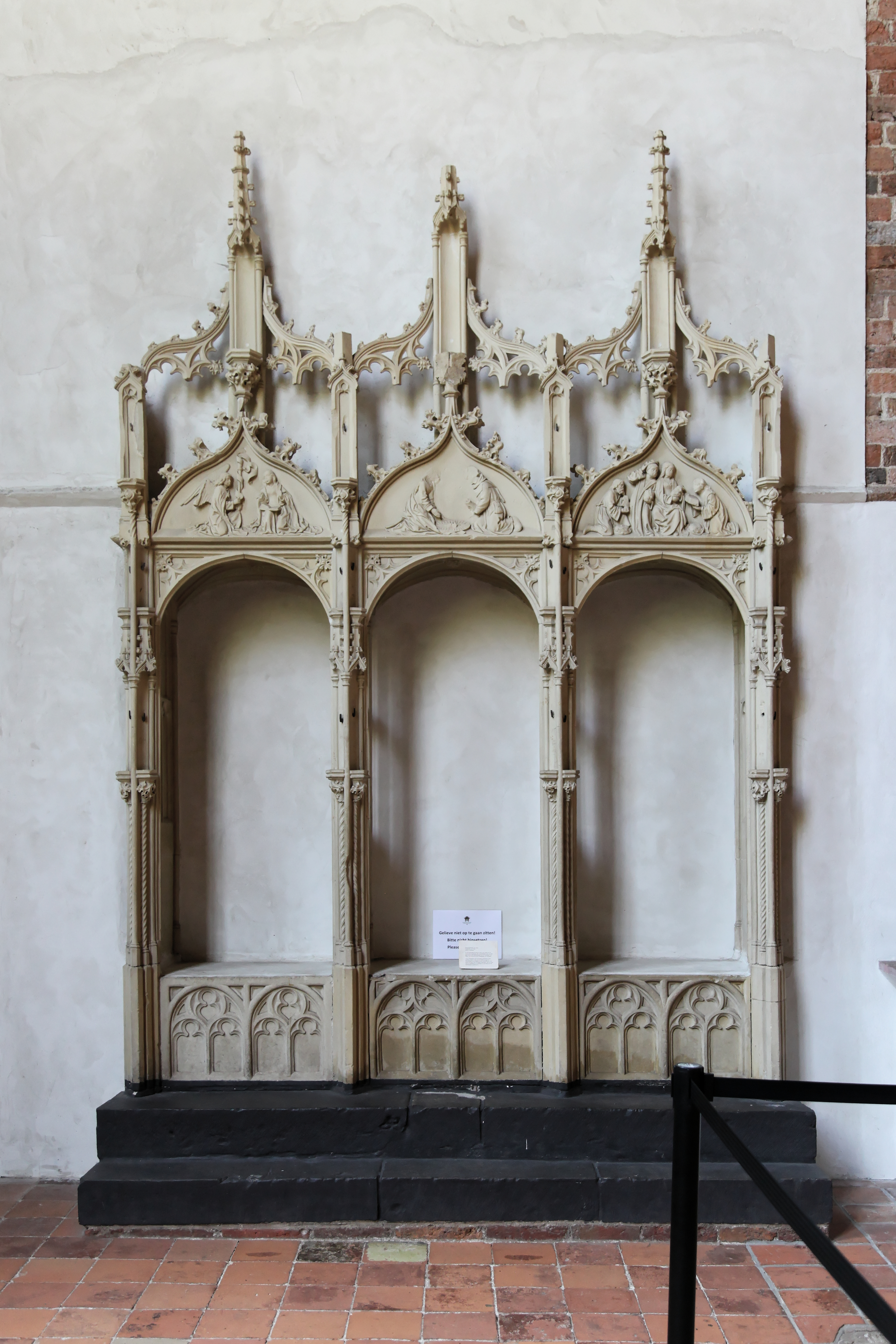
Церковь каноников в монастыре Тер-Апель (Гронинген, Нидерланды)
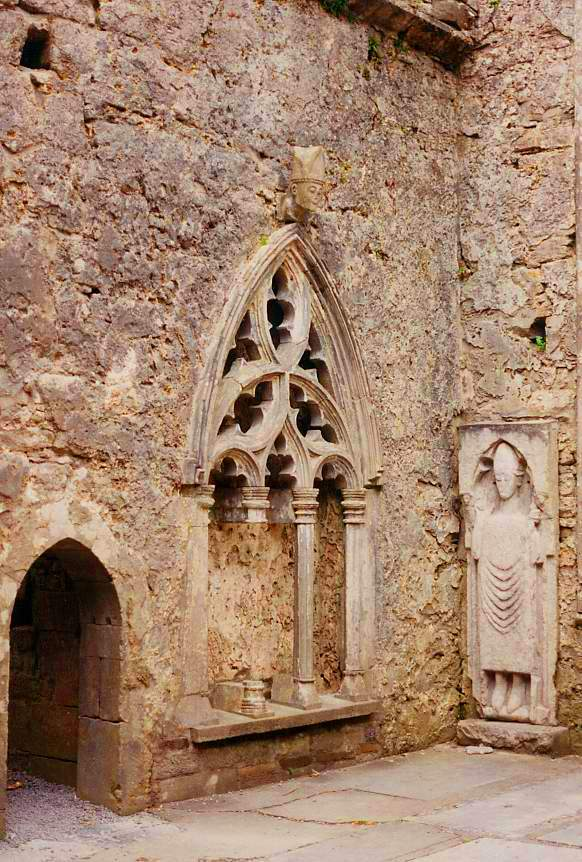
Килфенорский собор (Ирландия)
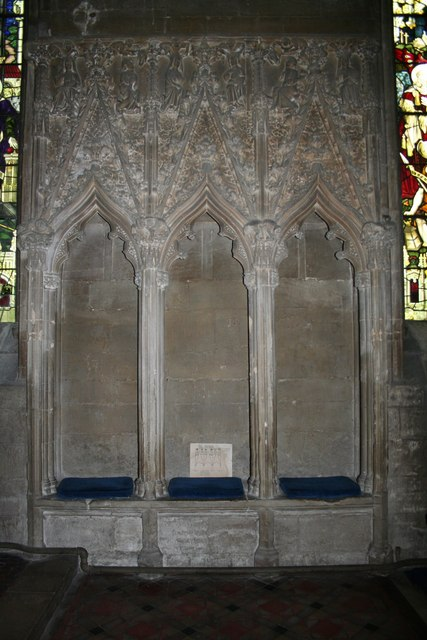
XIV в. Хекингтон (Линкольншир)
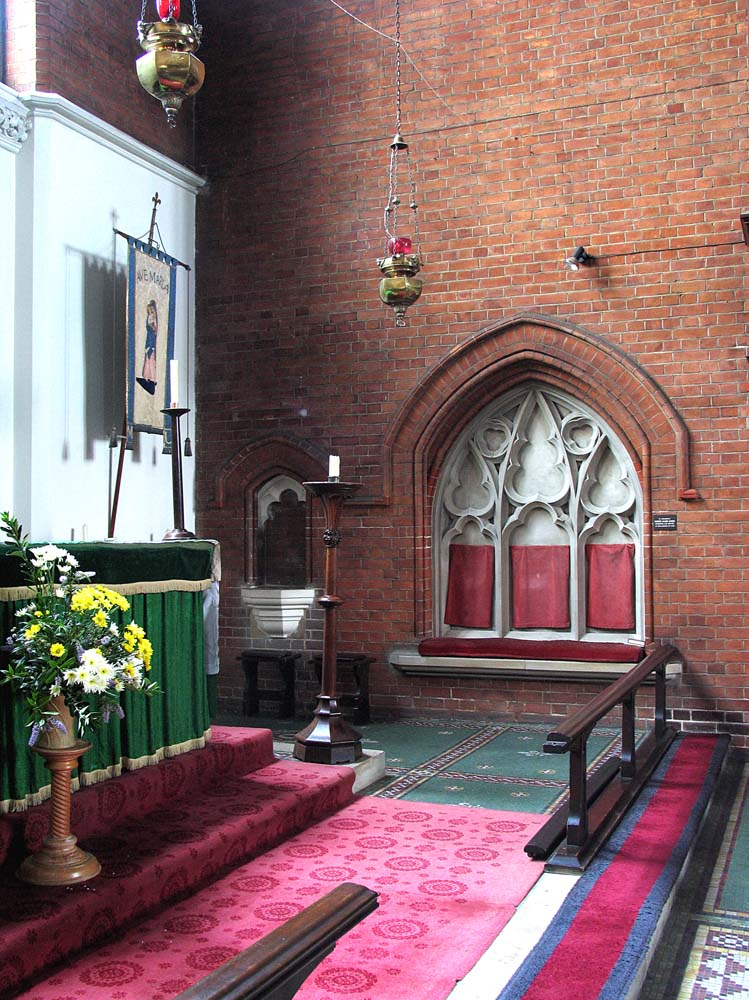
нач. XII в. церколвь св. Меллита, Хэнуэлл, Лондон
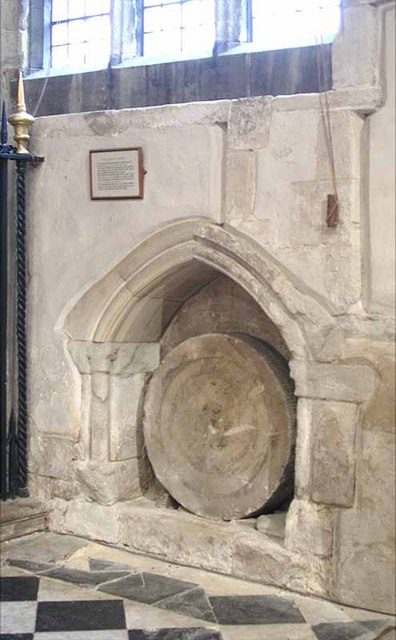
XV в., церковь св. Марии в Блетчингли
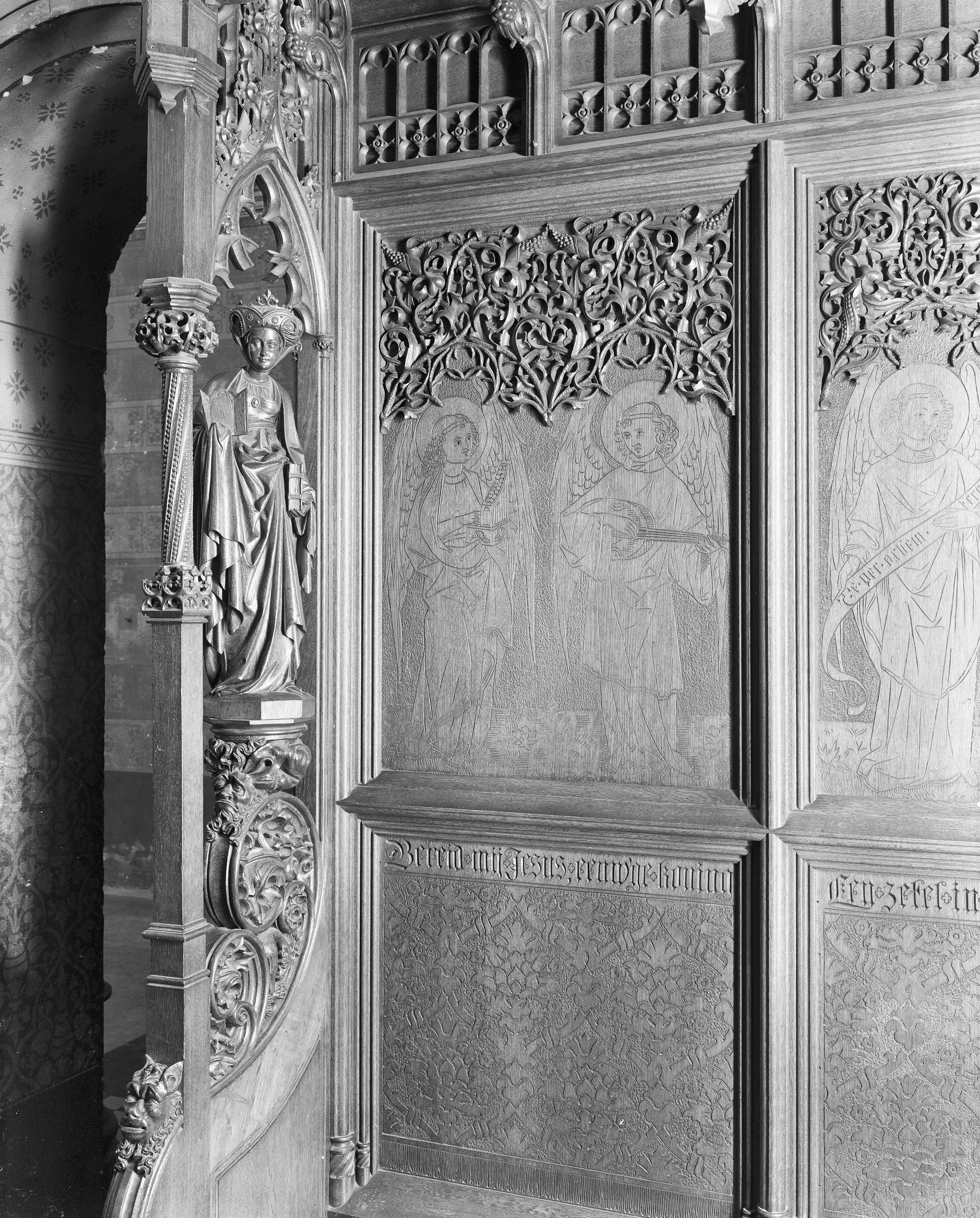
Резная седилия в церкви св. Виллиборда (Утрехт)
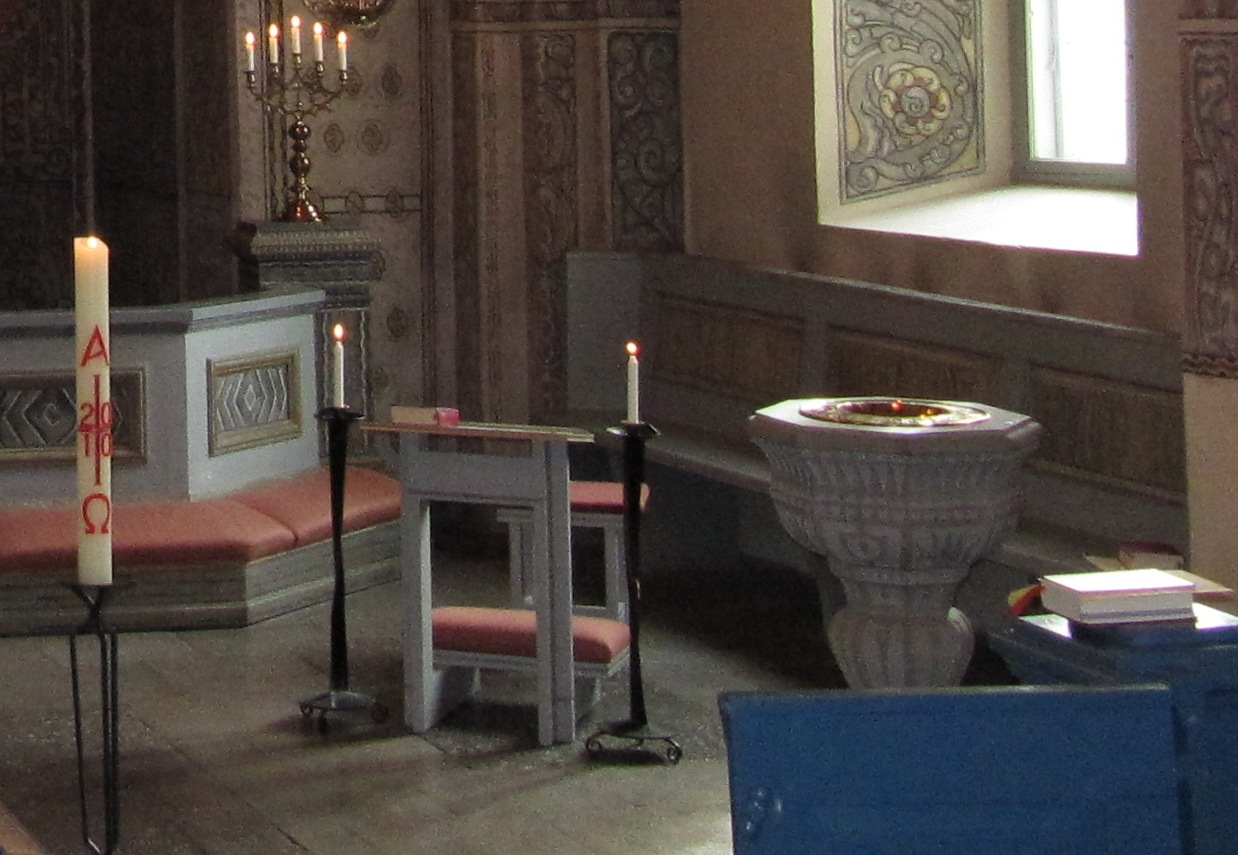
Седилия-кресло. Альсике-кирка, (Книвста, Швеция)